# Fiat 70
La Fiat 70 è un'autovettura costruita dalla FIAT dal 1915 al 1920.
A questo modello verrà installato un motore con quattro cilindri da 2001 cm³ di cilindrata erogante una potenza di 21 hp (a 2400 giri al minuto), che permetteva alla vettura di raggiungere la velocità di 70 km/h.
È stata fabbricata in più di 1000 esemplari, ed è stata fornita principalmente per il Regio Esercito.
La “Fiat 70” fu all'avanguardia per l'epoca, aveva infatti installato un impianto elettrico completo.
Fu rimpiazzata da una nuova generazione di vetture costruite della Casa automobilistica torinese, la serie 500, più precisamente dalla Fiat 501.